# Jowisz, Merkury i Cnota
Jowisz, Merkury i Cnota (wł. Giove pittore di farfalle, Mercurio e la Virtù) – obraz autorstwa Dossa Dossiego, znajdujący się w sali Pod Planetami w Zamku Królewskim na Wawelu.

## Historia
Obraz powstał około 1524 roku na zlecenie księcia Ferrary Alfonsa d’Este. W XVII wieku znajdował się w pałacu księcia Lodovica Widmanna w Wenecji, a w połowie XIX wieku w kolekcji wdowy po Michelangelu Barbinim. Następnie własność Daniela Penthera (wiedeńskiego malarza i kolekcjonera); w 1888 roku obraz zakupił Karol Lanckoroński. W czasie II wojny światowej obraz zarekwirowali Niemcy. Odzyskali go Amerykanie i przekazali do Kunsthistorisches Museum w Wiedniu. Przez lata ród Lanckorońskich herbu Zadora próbował odzyskać między innymi i ten obraz. Pod koniec 1999 sąd austriacki uznał prawa Lanckorońskich do utraconych dzieł. W roku 2002 dzieło zostało przekazane przez Karolinę Lanckorońską oraz Fundację Lanckorońskich Zamkowi Królewskiemu na Wawelu.

## Kompozycja
Akcja kompozycji rozgrywa się na obłoku. Znajdujący się za plecami malującego motyle Jowisza Merkury przytyka palec do ust, dając tym samym do wiadomości klęczącej za nim Cnocie, aby nie przeszkadzała malarzowi.